# نیکولا راینا
نیکولا راینا (به انگلیسی: Nicolae Rainea؛ ۱۹ نوامبر ۱۹۳۳ – ۱ آوریل ۲۰۱۵) داور فوتبال و بازیکن فوتبال اهل رومانی بود.
وی داوری بازی فینال جام ملت‌های اروپا ۱۹۸۰ را بر عهده داشته‌است.